# بخش شلون-سور-سون
بخش شلون-سور-سون (به فرانسوی: Arrondissement de Chalon-sur-Saône) یک بخش در فرانسه است که در سون-ا-لوآر واقع شده‌است.